# Aditivos para hormigón
Los aditivos para hormigón (concreto) son componentes de naturaleza orgánica (resinas) o inorgánica, cuya inclusión tiene como objeto modificar las propiedades físicas de los materiales conglomerados en estado fresco. Se suelen presentar en forma de polvo o de líquido, como emulsiones.

## Grupos
Se pueden distinguir dos grupos principales:
- Modificadores de la reología, que cambian el comportamiento en estado fresco, tal como la consistencia, docilidad, etc.
- Modificadores del fraguado, que adelantan o retrasan el fraguado o sus condiciones.

Los componentes básicos del hormigón son cemento, agua y áridos; otros componentes minoritarios que se pueden incorporar son: adiciones, aditivos, fibras, cargas y pigmentos.
Existen aditivos que incrementan la fluidez del concreto haciéndolo más manejable, los aditivos que aceleran el fraguado son especialmente diseñados para obras o construcciones donde las condiciones climáticas evitan un curado rápido.
Los aditivos retardantes son usados en lugares donde el concreto fragúa rápidamente, especialmente en regiones con clima cálido o en situaciones donde el concreto debe ser transportado a grandes distancias; esto con la intención de manipular la mezcla por mayor tiempo.

### Clasificación
De acuerdo con su función principal se clasifica a los aditivos para el hormigón de la siguiente manera:
 Aditivo reductor de agua/plastificante: Aditivo que, sin modificar la consistencia, permite reducir el contenido de agua de un determinado hormigón, o que, sin modificar el contenido de agua, aumenta el asiento /escurrimiento, o que produce ambos efectos a la vez.
Aditivo reductor de agua de alta actividad/aditivo superplastificante: Aditivo que, sin modificar la consistencia del hormigón, o que sin modificar el contenido de agua, aumenta considerablemente el asiento (cono de abrams)/ escurrimiento, o que produce ambos efectos a la vez.
Aditivo reductor de agua: Aditivo que reduce la pérdida de agua, disminuyendo la exudación.
Aditivo inclusor de aire: Aditivo que permite incorporar durante el amasado una cantidad determinada de burbujas de aire, uniformemente repartidas, que permanecen después del endurecimiento.
Aditivo acelerador de fraguado/acelerante para cemento: Aditivo que reduce el tiempo de transición de la mezcla para pasar del estado plástico al rígido.
Aditivo acelerador del endurecimiento: Aditivo que aumenta la velocidad de desarrollo de resistencia iniciales del hormigón, con o sin modificación del tiempo de fraguado.
Aditivo retardador de fraguado: Aditivo que aumenta el tiempo del principio de transición de la mezcla para pasar del estado plástico al estado rígido.
Aditivo hidrófugo de masa: Aditivo que reduce la absorción capilar del hormigón endurecido del concreto.

Aditivo multifuncional: Aditivo que afecta a diversas propiedades del hormigón fresco y/o endurecido actuando sobre más de una de las funciones principales definidas en los aditivos mencionados anteriormente.
Existen otra variedad de productos que, sin ser propiamente aditivos y por tanto sin clasificarse como ellos, pueden considerarse como tales ya que modifican propiedades del hormigón, como ocurre con los colorantes o pigmentos que actúan sobre el color hormigón, los generadores de gas que lo hacen sobre la densidad, etc.

### Normativa
La Instrucción Española del Hormigón Estructural (EHE) establece que se dosificarán en unidades porcentuales sobre peso de cemento no pudiendo superar el 5%.